# Jaime Nava
Jaime Nava de Olano (Madrid, 1 de mayo de 1983) es un exjugador profesional español de rugby. Fue internacional por España en las modalidades de "VII" y "XV". Además de ser asiduo en las convocatorias de la Selección Española, fue capitán de la misma, y con 79 caps, es el segundo jugador con más internacionalidades de la historia del equipo nacional.
Actualmente colabora con la Federación Española de Rugby como embajador de este deporte en España. Tras su retirada como jugador, se ha dado a conocer como actor y por su paso por el programa culinario de RTVE MasterChef Celebrity. Ha intervenido en series como La unidad, emitida por Movistar+ y La casa de papel, emitida por Netflix. En octubre de 2020 ha publicado su primer libro TEAM! Lecciones y valores del rugby para la vida (Diëresis). En noviembre de 2021 apareció de invitado en la novena edición de Tu cara me suena imitando a Charles Aznavour.

## Biografía
Formado en la cantera del desaparecido Moraleja Alcobendas Rugby Unión, compitió en las filas de dicho club en categorías inferiores (cadete y juvenil), hasta que en la temporada 2001/2002 da el salto a la primera plantilla del club, de la mano del que entonces era el entrenador principal Santiago Santos, el cual, ofrece la posibilidad a Jaime de firmar su primer contrato semi-profesional en el que fue considerado como el primer proyecto profesional de rugby en España. Es en ese momento Jaime también realiza una mutación en su proyección deportiva pasando de su habitual posición de tercera línea, en la que se desarrolló en sus años de cantera, a la de centro en la línea de tres cuartos. Esa misma temporada, en el año 2002, tras realizar varias apariciones con el primer equipo, que posteriormente se proclamará campeón de liga, y tras su participación en la copa del mundo sub-19 en Treviso (Italia) es llamado para formar parte de la Selección Española que se enfrentó a la Selección de los Países Bajos en la última jornada del torneo Rugby Europe International Championships.
La temporada 2002/2003 se produce la desaparición del Moraleja Alcobendas Rugby Unión debido a problemas económicos, recogiendo el testigo y las bases del club el que es hoy el actual Club Alcobendas Rugby. Jaime hará de ese club su casa durante cinco temporadas más, defendiendo el color burdeos en la máxima categoría del rugby español. En esta etapa Jaime siguió formándose como jugador y empezó sus estudios universitarios de Ciencias de la Actividad Física y del Deporte en la Facultad de Ciencias de la Actividad Física y del Deporte.
Ha cultivado sus facultades actorales en series de éxito tales como La casa de papel, La unidad o Desaparecidos. 
Televisivamente hablando, fue uno de los concursantes de la tercera edición de MasterChef Celebrity donde coincidió con rostros como Mario Vaquerizo, Paula Prendes, Carmen Lomana o Santiago Segura.
Durante el 2022 se confirma como uno de los concursantes de Mediafest Night Fever, talent en el que concurcursa con celebridades como Carolina Ferre, Rocío Carrasco, Anabel Pantoja o Lydia Lozano; además ha sido invitado a formatos realmente exitosos tales como MasterChef Junior,Family Feud: La batalla de los famosos o Tu cara me suena.
En 2023, Nava concursó en Supervivientes 2023 además de en El Cazador donde concursará con rostros como el de Boris Izaguirre o Alba Carrillo.

## Experiencias en el extranjero
En el transcurso de su última temporada con Alcobendas, la 2007/2008, Jaime es invitado a realizar una serie de pruebas en Inglaterra para formar parte del Wigan Warriors de la superliga inglesa de Rugby XIII. Es durante esta etapa de "Trials" que Jaime es invitado a jugar con el Waterloo R.F.C. en un test contra Cambridge de la National Division 2 inglesa junto con el otro internacional español Pablo Feijoo, siendo ambos titulares en este partido. Finalmente y tras la conclusión de este periodo Jaime decide declinar una oferta para formarse en el Rugby League con Wigan y continuar su andadura en España. En este momento ficha por el Cetransa El Salvador, equipo de Valladolid que en su momento era el campeón de liga y copa. Era la temporada 2008/2009 y en ella el equipo vallisoletano representó al rugby español en la Amlin Challenge Cup (segunda competición europea) realizando el equipo un papel más que digno en dicha competición.
En agosto de 2009 se confirmó que Jaime abandonaba la disciplina de El Salvador para unirse al Plymouth Albion RFC, donde después de convencer al cuerpo técnico firma un contrato de varios meses con el club. Sin embargo, una inoportuna lesión no le permitió disfrutar de los minutos deseados y en enero de 2010 Jaime volvía de nuevo a Madrid para terminar la temporada con su club de formación Alcobendas y abordar el ansiado ascenso a División de Honor.
En la temporada 2010/2011 Jaime vuelve a tierras del Pisuerga para una segunda etapa en las filas de El Salvador que culminará con un título de copa en un derbi contra el principal rival histórico del club, el VRAC.
Tras la temporada 2010/2011 Jaime hace de nuevo las maletas y pone rumbo esta vez a tierras galas recalando en la temporada 2011/2012 en el Club Athlétique Saint Etienne. Tras un año allí Jaime se une por dos temporadas con el Unión Sportive Bressane Pays de L'Ain, proclamándose campeón del torneo Jean Prat en el Estadio Gerland de Lyon contra el CSBJ el 6 de junio de 2013.
En verano de 2014 Jaime ficha por el Club Athlétique Périgueux, equipo de la Federale 1 francesa. 
Tras pasar por el Stade Dijonnais en 2016, regresa al Club Alcobendas Rugby en 2017, donde dos años más tarde se retira del deporte profesional, pasando a competir a nivel amateur en el Club de Rugby Alcalá. En la temporada 2022-2023 ficharía de nuevo por el Club Alcobendas Rugby hasta empezar a participar en el programa de televisión Supervivientes 2023, tras esto anunció su retiro definitivo del rugby.

## Selección española
Fue internacional en categorías sub-19, disputando dos copas del mundo de la categoría en Chile 2001 e Italia 2002, y sub-20.
Jaime debutó con la Selección Española el 6 de abril de 2002 a la edad de 18 años y desde entonces fue un habitual en las convocatorias de la selección absoluta, con 79 representaciones internacionales a sus espaldas.
Ha sido un asiduo también en la modalidad de Rugby a VII participando en varias series y campeonatos de Europa.

## Palmarés
- Campeón de liga con el Moraleja Alcobendas Rugby Unión. Temporada 2001/2002.
- Campeón de España Universitario con la Universidad Politécnica de Madrid. Años 2004 y 2005.
- Campeón de España Absoluto con la Comunidad de Madrid. Años 2007 y 2012.
- Campeón de liga de División de Honor B con el Club Alcobendas Rugby. Temporada 2009/2010.
- Campeón de Copa del Rey de Rugby con el Club de Rugby El Salvador. Año 2011.
- 3.ª plaza en el Campeonato de Europa de Rugby a VII de la FIRA-AER. Año 2011.
- 2.ª plaza en el Europeo de Naciones. Año 2012.
- Campeón de Francia de Federale 1. Trofeo Jean Prat. Año 2013.

## Filmografía

### Series de televisión
| Año         | Serie            | Canal          | Personaje | Notas        |
| ----------- | ---------------- | -------------- | --------- | ------------ |
| 2021        | La casa de papel | Netflix        | Cañizo    | 4 episodios  |
| 2021 - 2022 | La unidad        | Movistar Plus+ | Jaime     | 10 episodios |
| 2022        | Desaparecidos    | Prime Video    | Horacio   | 2 episodios  |

### Programas de televisión
| Año  | Título                                 | Canal     | Función     |
| ---- | -------------------------------------- | --------- | ----------- |
| 2019 | Adivina qué hago esta noche            | Cuatro    | Invitado    |
| 2019 | MasterChef Junior                      | La 1      | Invitado    |
| 2021 | Family Feud: La batalla de los famosos | Antena 3  | Invitado    |
| 2021 | Tu cara me suena                       | Antena 3  | Invitado    |
| 2022 | Ya es verano                           | Telecinco | Colaborador |
| 2022 | Mapi                                   | Clan      | Invitado    |

#### Como concursante
| Año         | Título                 | Canal     | Función       |
| ----------- | ---------------------- | --------- | ------------- |
| 2018        | MasterChef Celebrity 3 | La 1      | 6.º expulsado |
| 2022 - 2023 | Mediafest Night Fever  | Telecinco | Finalista     |
| 2023        | Traitors España        | HBO Max   | 4.º eliminado |
| 2023        | Supervivientes 2023    | Telecinco | 8.° expulsado |
| 2023        | El Cazador             | La 1      | 1.º Expulsado |